# Bobby Harrison
Bobby Harrison, właśc. Robert Leslie Harrison (ur. 22 czerwca 1939 w West Ham, Londyn, zm. 10 stycznia 2022) – angielski perkusista rockowy.
Był członkiem Procol Harum, odszedł niedługo po tym, jak w 1967 wydali singiel „A Whiter Shade of Pale”. Harrison i gitarzysta Ray Royer opuścili grupę, by stworzyć zespół Freedom. Pracował z kilkoma innymi członkami Procol Harum nad różnymi projektami; dołączył do zespołu SNAFU, do którego należał przyszły organista Procol Harum Pete Solley, a także na solowym albumie Matthew Fishera Journey's End.
Występował w zespole Journey, gdzie grał rock chrześcijański, koncertując na południowych wybrzeżach w Esseksie.